# Lacelle
Lacelle (La Cela auf Okzitanisch) ist eine französische Gemeinde mit 136 Einwohnern (Stand 1. Januar 2022) im Département Corrèze in der Region Nouvelle-Aquitaine. Die Einwohner nennen sich Lacellois(es).

## Geografie
Die Gemeinde liegt im Zentralmassiv auf dem Plateau de Millevaches und somit auch im Regionalen Naturpark Millevaches en Limousin. Der Lac de Viam befindet sich rund acht Kilometer in südöstlicher Richtung.
Tulle, die Präfektur des Départements, liegt in etwa 50 Kilometer südlich, Limoges ungefähr Kilometer nordwestlich und Treignac rund 15 Kilometer südlich.
Der Ort liegt ungefähr 35 Kilometer nordöstlich der Abfahrt 43 der Autoroute A20 am Fluss Ribière.
Nachbargemeinden von Lacelle  sind Rempnat im Norden, Tarnac im Nordosten, Viam im Osten, Saint-Hilaire-les-Courbes im Süden, Chamberet im Südwesten sowie L’Église-aux-Bois im Westen.

## Wappen
Beschreibung: In Silber ein durchgehendes  rotes gemeines Kreuz, im goldenen rechten Obereck zwei laufende rote Löwen übereinander.

## Einwohnerentwicklung
| Jahr      | 1962 | 1968 | 1975 | 1982 | 1990 | 1999 | 2007 | 2016 |
| Einwohner | 348  | 364  | 280  | 221  | 185  | 139  | 140  | 134  |

## Sehenswürdigkeiten
- Der Lac de Viam, ein Stausee der Vézère von 171 ha Größe, gelegen auf einer Höhe von 695 m, fertiggestellt im Jahre 1946[3]